# Ropica hoana
Ropica hoana är en skalbaggsart som beskrevs av Maurice Pic 1932. Ropica hoana ingår i släktet Ropica och familjen långhorningar. Inga underarter finns listade i Catalogue of Life.